# 艮齋詩集 (鄭懷德)
《艮齋詩集》（越南语：／），是越南阮朝官員兼學者、華僑後代鄭懷德（越南语：／，號「艮齋」，這部詩集就是按照他的號取名）的漢文詩集，它既是越南文學作品，並具有中越關係史之史料價值。

## 成書過程
《艮齋詩集》是鄭懷德親自編成的。據《艮齋詩集‧自序》所述，這部詩集主要是他自己所作三部詩集的總集，分別是《觀光集》、《退食追編》及《可以集》。整部《艮齋詩集》的成書過程如下：
嘉隆甲子年（1804年），他本人出使中國清朝完畢及陪同阮世祖皇帝回到富春京後，適值有有段工餘時間，便「爰因使行《觀光集》（鄭懷德本人出使中國期間著作的詩集）業編成帙，及蒐索從前詩草，多已散失，止憑所記憶，及得諸朋友傳誦之口，而追編之，終不能得十分之一二，名曰《退食追編》，彙次紀年，以表其時屬正偽、運際窮通，并自註事蹟名號，庶備他時采風之一助可也。」簡言之，《觀光集》及《退食追編》是他出使中國後不久，乘著空餘整理過往詩作而成的。
其後，嘉隆丙子年（1816年），鄭懷德在嘉定城就任官職時，由於自己所藏的《觀光集》及《退食追編》兩本詩集開始「蟲蠹侵蝕」，便「遽行輯補」，然後又「收拾甲子年（1804年）已後，凡應制、送贈、哀輓諸作，與夫閑時教正子弟門客，永物諸小題埃，次臚列綴於丙子之下，名曰《可以集》，而總以本齋，命為《艮齋詩集》。」鄭懷德把較晚一段時期的詩作，編成《可以集》，再把過往《觀光集》、《退食追編》兩部詩作合成一部。而《自序》則寫成於嘉隆十八年（1819年），《艮齋詩集》就大約在這個時候刊行的。

## 內容

### 篇幅
- 《卷首》：為阮朝官員阮迪吉的《詩序》、吳時位《詩跋》及高輝耀《詩跋》。
- 《退食追編》：蒐集了作者自1782年（黎景興四十三年）至1801年（西山朝景盛九年）期間的舊詩作，共127首。
- 《觀光集》：蒐集了作者在1802年至1803年（嘉隆元年至二年）奉命出使中國清朝為阮朝求封時，往返途中所寫成的詩作，共152首。
- 《可以集》：蒐集作者在1804年至1818年（嘉隆三年至十七年）期間應制、贈送、哀輓及雜咏等詩作，凡48首。
- 《自序》：是作者敍述家世、履歷、出使中國及有關《艮齋詩集》成書刊行的情況，題為嘉隆十八年（1819年）農曆三月二十日寫成。[2]

### 有關中越關係史的記述
《艮齋詩集》裡收錄的一些詩句，刻劃了中國清王朝作為當時宗主國所展現的泱泱之風，以及中越關係友好的情形。
如《艮齋詩集‧觀光集》裡收錄的《直隸道中書事》一詩，描述中國首都的富盛景像：
|  | 京畿千里宅天王， 元首諸邦控御强， 右向太行驅市馬， 左歸滄海泛樓航。《廣輿記》曰：「直隸，一抱滄海，右擁太行。」 璃琉橋名，在涿州城北，長一里許，廣二丈，皆白石砌成。高架橋如玉， 豆腐店名大庯市。深藏店尚霜， 正熟平田秋萬頃， 風吹禾黍襲人香。 |

又如《使部出南闗囘國口占》，寫道中越邊關的平和友好：
|  | 南闗無事樂情多， 中外民夷擊壤歌， 昭德風清閒幕府， 同登塵怗靜梅坡。 儂人夜發通行輦， 粵客朝乘互市騾， 寄語瘴嵐今似昔， 飛鳶跕跕墜洪波。南闗門，北為昭德臺，南為仰德臺。闗內之北二十里有幕府，關外之南十里，至同登大廟，為南北互市之所。又南行十里，至諒山，鎮城前有梅城馹站。 |

### 華僑方面的史料
鄭懷德祖先原籍福建福州長樂縣福湖鄉，他在《艮齋詩集‧自序》裡講述了先人移居越南的故事，說他的祖先「會大清初入中國，不堪變服剃頭之令，留髮南投客於邊和鎮福隆府平安縣清河社，受一廛而為氓。初試陶朱之技，終博陶朱之名，竟成鹿洞（俗名仝狔）巨擘。」這都反映了明清之際華僑在外地的奮鬥經歷。

## 學術價值
學者陳荊和認為，《艮齋詩集》不啻是一部文學作品，而且是18、19世紀之交的中越交涉史的一部寶貴史料，尤其《自敍》部份及詩中的註文，既闡明了鄭懷德的生平，亦提供了越南華僑史料，對於研究越南歷史及華僑史有莫大裨益。

## 流傳情況
據陳荊和所說，《艮齋詩集》保留在越南順化、河內及西貢的有關學術部門及單位。在越南國外方面，《艮齋詩集》曾於1960年代的香港，由新亞研究所東南亞研究室輯，並由新亞研究所出版。